# Асион
Асион (фр. Assions) је насељено место у Француској у региону Рона-Алпи, у департману Ардеш.
По подацима из 2011. године у општини је живело 665 становника, а густина насељености је износила 44,69 становника/km².

## Демографија
| 1962. | 1968. | 1975. | 1982. | 1990. | 2011. |
| ----- | ----- | ----- | ----- | ----- | ----- |
| 495   | 456   | 402   | 440   | 448   | 665   |